# بول إميل بوتا
بول إميل بوتا (بالإنجليزية: Paul-Émile Botta) (6 ديسمبر 1802 - 29 مارس 1870) عالم فرنسي إيطالي المولد شغل منصب القنصل في الموصل (الإمبراطورية العثمانية حينذاك، العراق الآن) منذ عام 1842، وهو من اكتشف أنقاض العاصمة الآشورية القديمة دور شروكين.

## حياته
وُلد باولو إميليانو بوتا، في مدينة تورينو بإيطاليا، في 6 ديسمبر 1802. كان والده المؤرخ الإيطالي كارلو جوزيبي جوجليلمو بوتا (1766–1837). انتقلوا إلى باريس عام 1822 حيث درس على يد هنري ماري دوكروتي دي بلينفيل.
اُختير بوتا كعالم طبيعة في رحلة حول العالم. عمل أيضًا كجراح السفينة رغم أنه لم يتلق أي تدريب طبي رسمي. غادرت سفينة الأبطال بقيادة الكابتن أوغست برنارد داوت سيلي (1790-1849) مدينة لو هافر في 8 أبريل 1826، وأبحروا جنوبًا عبر المحيط الأطلسي، وتوقفوا في ريو دي جانيرو وحول كايب هورن. سافروا عبر الساحل وتوقفوا عند كاياو والمكسيك وكاليفورنيا العليا. أقنع جان بابتيست ريفز (1793–1833)، السكرتير السابق لمملكة هاواي، مستثمرين من عائلة جاك لافيت بتمويل الرحلة لتعزيز التجارة إلى كاليفورنيا وهاواي، لكن ريفز اختفى مع بعض البضائع. وصلوا إلى الصين، بعد زيارة جزر هاواي، في 27 ديسمبر 1828. عادت السفينة في أواخر يوليو 1829 إلى لو هافر.
ناقش بوتا أطروحة الدكتوراه في 5 يناير 1830. أبحر إلى القاهرة، في عام 1831، حيث التقى ببينجامين دزرائيلي. يعتقد بعض المؤرخين أن شخصية الرحالة الفرنسي مارينيي في رواية كونتاريني فليمنغ التي ألّفها دزرائيلي بُنيت استنادًا إلى بوتا. أُرسل بوتا، في عام 1836، إلى اليمن مبعوثًا عن متحف التاريخ الطبيعي في باريس لجمع النباتات.
عينت الحكومة الفرنسية بوتا قنصلًا في الموصل عام 1842. اكتشف أثناء وجوده بها أنقاض العاصمة الآشورية القديمة دور شروكين، وجلب منها عند عودته إلى فرنسا عام 1845 العديد من القطع الأثرية. أكسبه هذا الإنجاز سمعة مذهلة كمستشرق.
أصبح بوتا في عام 1848، بعد الثورة الفرنسية التي اندلعت في العام نفسه، القنصل الفرنسي في القدس، وبات قنصلًا في طرابلس منذ عام 1855 إلى عام 1868 بعد مهمته الدبلوماسية الفاشلة في القسطنطينية عام 1851. عاد إلى فرنسا بسبب حالته الصحية المتردية. توفي في 29 مارس 1870 في أشير بفرنسا.

## الموصل
اُختير بوتا كوكيل قنصلية فرنسا بعدما ألهمه يوليوس فون مول. كان مول، من الجمعية الآسيوية الفرنسية، قد قرأ عمل مذكرات وروايات لكلوديوس ريج، وخلص إلى أن الموصل حرية بالتنقيب. جعلت مهارات بوتا، كعالم طبيعة ومؤرخ ممارس للخدمات اللغوية والدبلوماسية، منه خيارًا واضحًا لقيادة مثل هذا التحقيق. اشترى بوتا، عند وصوله عام 1842، الآثار والطوب وفتات الطين، وبدأ البحث أولًا في تل النبي يونس قبل أن يواجه معارضة. حوّل انتباهه بعدها إلى كويونجيك في ديسمبر، حيث أمضى عامًا لم يحصد فيه إلا القليل من الطوب المنقوش وقطع المرمر. تحدث أحد العرب في مارس 1843، عن خورسباد وما فيها من الطوب المنقوش. سرعان ما اكتشف عماله جدرانًا من الحجر الجيري بنحت بارز يحتوي على شخصيات آشورية. كانت هذه دور شروكين، أو «مدينة سرجون»، عاصمة الملك سرجون الثاني. أرسل بوتا برقية إلى مول قال فيها: «أخالني أول من اكتشف منحوتات تشير إلى الفترة التي كانت فيها نينوى مزدهرة». كشف بوتا عن غرف وقاعات وممرات وجدران نُقشت عليها مناظر وآلهة آشورية بارزة، بالإضافة إلى مداخل محاطة بثيران مجنحة برؤوس بشرية.
أعربت الحكومة الفرنسية عن امتنانها الشديد للنجاح المفاجئ الذي حققه قنصلها، وزودته بوسائل كافية لإجراء مزيد من البحث، كما زودته بالفنان اوجين فلاندين لتوثيق اكتشافات بوتا. وصل فلاندين في مايو 1844، ورسم منحوتات المرمر قبل أن يدمرها جو الصحراء القائظ. واصل بوتا التنقيب منذ عام 1843 حتى عام 1846، وحاول شحن بعض القطع عبر نهر دجلة، إذ فشلت المحاولة الأولى وآتت الثانية أكلها. عُرضت هذه في متحف اللوفر بعد بضعة أشهر. واصل بوتا التنقيب حتى عام 1846، عندما تولى تسعة علماء آثار آخرين المهمة. ضمت هذه المجموعة أوستن لايارد وإميل برنوف. نشر بوتا النتائج التي توصل إليها في نينوى في كتابه آثار نينوى التي اكتشفها ووصفها بوتا، وقاسها ورسمها فلاندين.
ألغت الجمهورية الفرنسية الثانية قنصلية الموصل، وأُرسل بوتا إلى بلاد الشام.